# Alberto Lleras Camargo
Alberto Lleras Camargo (Bogotá, Colòmbia, 1906 - Bogotá, 1990) periodista, diplomàtic i polític colombià. Va ser dues vegades President de Colòmbia. Fill de Felipe Lleras Triana i Sofia Camargo Guerrero.